# Isola Cockatoo
L'isola Cockatoo (in inglese: Cockatoo Island) è l'isola più grande del porto di Sydney, Nuovo Galles del Sud, Australia. Situata alla confluenza del fiume Parramatta e Lane Cove, l'isola è una ex prigione imperiale, scuola industriale, riformatorio e carcere. È stato anche il luogo di uno dei più grandi cantieri d'Australia nel corso del ventesimo secolo. Il primo dei suoi due bacini di carenaggio è stato costruito dai detenuti e fu completato nel 1857. Le attività marittime industriali dell'isola cessarono nel 1992. Cockatoo Island è stata iscritta sul List World Heritage nel luglio 2010.
L'isola è gestita dal Sydney Harbour Federation Trust, che è anche responsabile di sette altre isole intorno al porto di Sydney. Il Sydney Harbour Federation Trust ha trasformato l'isola in un punto di riferimento del porto con attrazioni e eventi culturali. Oggi l'isola Cockatoo conserva molti resti del suo passato. L'edificio della prigione è stato inserito nell'elenco degli 11 posti australiani considerati Patrimonio dell'Umanità. I Laboratori di grandi dimensioni, gli scivoli, le banchine, i residence e altri edifici conservano lo spirito del passato industriale dell'isola.
Alla fine del marzo 2005 il Sydney Harbour Federation Trust, in collaborazione con un organizzatore di eventi, ha messo in piedi il Cockatoo Island Festival. L'evento è entrato a far parte della mappa culturale Sydney con una serie di attività culturali, comprese le installazioni di arte contemporanea, mostre e festival.
Il Sydney Harbour Federation Trust ha aperto un campeggio sull'isola nel 2008 che attira circa 20.000 camper all'anno ed è un luogo molto popolare per guardare i rinomati fuochi d'artificio di fine anno si Sydney. 
I visitatori giornalieri sono i benvenuti, e possono fare picnic, barbecue, visitare il caffè o fare un tour audio o guidato. L'isola Cockatoo è aperta tutti i giorni e non vi è alcun costo di ammissione.
Tutt'oggi l'isola attrae oltre 80.000 visitatori nell'arco di 12 settimane. Nel 2009, l'evento "All Tomorrow's Parties" ha attirato oltre 11.000 persone. Il festival di due giorni ha ospitato ventiquattro band in tutta l'isola, ed è stato curato e messo in evidenza da Nick Cave. L'isola ha ospitato la World's Funniest Island Comedy Festival nell'ottobre 2009, con 200 atti comici in un solo fine settimana, attirando oltre 8.000 visitatori.
L'isola è sempre più utilizzata per eventi privati grandi e piccoli o come scenografia per programmi televisivi e film come X-Men le origini - Wolverine

## Gli inizi

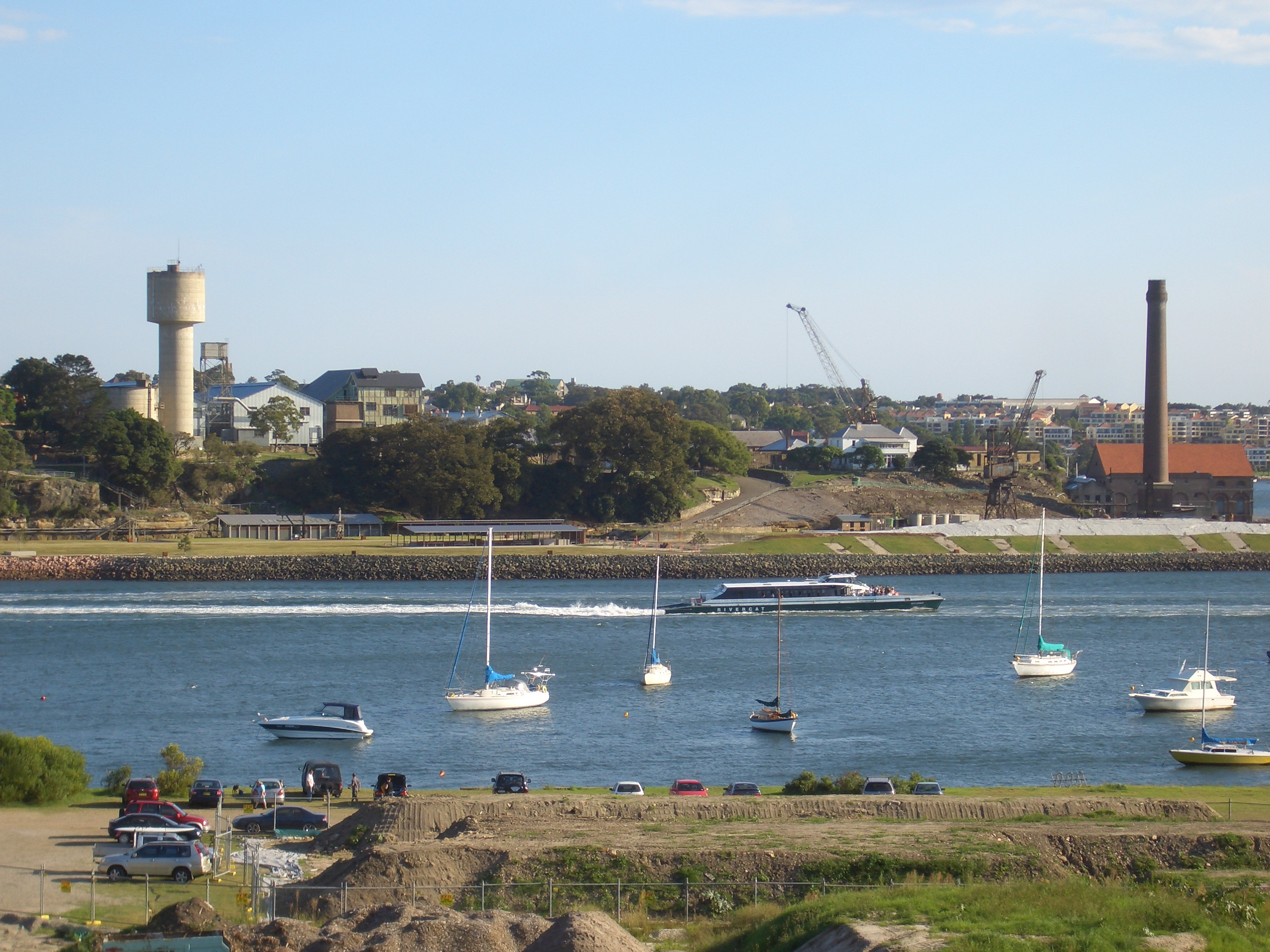
Vista dell'isola

Prima dell'arrivo degli europei, Cockatoo Island è stata probabilmente utilizzata dalle tribù aborigene della regione costiera di Sydney. Nel 1839 è stata scelta come sede di un nuovo stabilimento penale dal governatore della colonia del Nuovo Galles del Sud, Sir George Gipps. Tra il 1839 e il 1869 l'isola è stata utilizzata come una prigione. Inizialmente, i prigionieri sono stati trasferiti a Cockatoo Island da Norfolk Island, e sono state impiegati facendoli costruire la loro caserma e scavando silos nella roccia per immagazzinare la fornitura di grano della colonia. Nel 1842, circa 140 tonnellate di grano sono stati immagazzinati sull'isola.
Più tardi, la cava sull'isola ha fornito pietra per i progetti di costruzione intorno a Sydney, tra cui la diga Circular Quay. Tra il 1847 e il 1857, detenuti sono stati utilizzati per scavare il Dock Fitzroy, il primo bacino dell'Australia.
Nel 2009, uno scavo archeologico sull'isola ha scoperto il cadavere di un carcerato nelle celle di punizione dell'epoca sotto la mensa. Queste celle danno una preziosa analisi delle condizioni dei detenuti che hanno vissuto sotto l'isola.

### Bacino Fitzroy
Il bacino è stato progettato da Gother Kerr Mann, Ingegnere Civile dell'isola, e costruito tra il 1847 e il 1857 utilizzando i detenuti del carcere. La prima pietra fu posta il 5 giugno 1854 dal governatore Charles Augustus FitzRoy, dando il suo nome al bacino. Una volta completato nel 1857, il bacino di carenaggio era di 96 m di lunghezza e 23 m di larghezza. L'HMS Herald è stata la prima nave a vela di entrare nel bacino, nel dicembre 1857. Il bacio Fitzroy è stata allungato tra il 1870 e il 1880 arrivando 196 m.

### Bacino Number 1 (Sutherland)

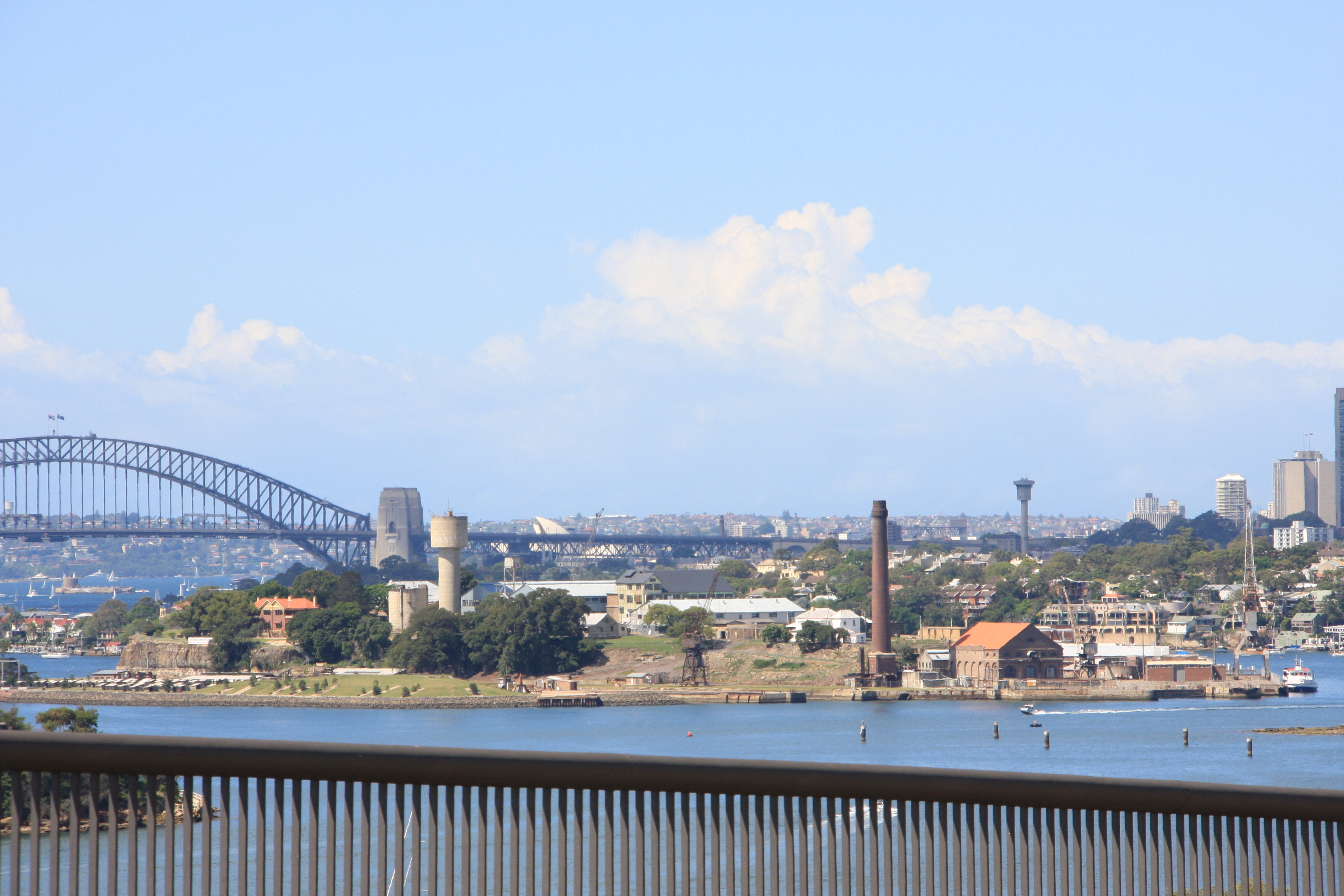
Cockatoo Island dal Gladesville Bridge

Il Bacino è stato costruito sotto la supervisione dell'ingegnere Samuel Louis tra il 1882 e il 1890. Il bacino è stato chiamato John Sutherland come il Segretario per i lavori pubblici ed era abbastanza grande per accogliere le navi di 20.000 tonnellate. Il bacino è stato modificato nel 1913 e nel 1927 per accogliere le navi Royal Australian Navy.

### Scuola Industriale, riformatorio e Prigione di Darlinghurst
Nel 1864 l'isola fu divisa tra il NSW Department of Prisons e del Dipartimento Lavori Pubblici, che ha ampliato il cantiere intorno alle spiagge dove possibile. Nel 1869 i detenuti sono stati trasferiti nella Prigione di Darlinghurst e il complesso carcerario è diventato una Scuola Industriale per le ragazze e anche un riformatorio.

## Cantiere Navale di Cockatoo Island
La costruzione di navi ha avuto inizio a Cockatoo Island nel 1870. Nel 1913, Cockatoo Island è stata trasferita al Governo del Commonwealth per diventare il cantiere navale della Royal Australian Navy. Prima della prima guerra mondiale cinque scali sono stati costruiti o ristrutturati nell'isola, con i numeri 1 e 2 ancora mantenuti dalla Capitaneria di Porto del Sydney Harbour Federation Trust.
Il cacciatorpediniere HMAS Warrego è stata la prima nave della marina varata a Cockatoo Island, dopo essere stata costruita nel Regno Unito, smontata, poi inviata al cantiere australiano per il rimontaggio. Durante la Prima Guerra Mondiale, il cantiere ha costruito, riparato e rimontato molte altre navi. Al suo culmine durante la guerra, circa 4.000 uomini furono impiegati sull'isola.
Nel 1933, Cockatoo Island, è stata affittata ai Docks Cockatoo ed Engineering Company Ltd per 21 anni. Il contratto di locazione è stato rinnovato nel 1954 per altri 20 anni e di nuovo nel 1972 per 21 anni.
Durante la seconda guerra mondiale, Cockatoo Island è stato il principale centro di riparazione navale nel sud-ovest del Pacifico. Circa 250 navi sono state convertite o riparate sull'isola. Le RMS Queen Mary e RMS Queen Elizabeth sono stati convertite da parte del personale di Cockatoo Island. Negli otto mesi tra l'agosto 1942 e il marzo 1943, Cockatoo ha riparato quattro incrociatori della Marina degli Stati Uniti: USS Chicago (CA-29), USS Chester (CA-27), USS Portland (CA-33) e l'incrociatore pesante USS New Orleans (CA-32). Anche molte navi della Royal Australian Navy sono state riparate, tra cui L'incrociatore HMAS Hobart (D63) silurato nelle Nuove Ebridi e rientrato zoppicando a Sydney nel mese di agosto del 1943.
Dopo la guerra, nei cantieri dell'isola sono state costruite molte altre navi, soprattutto fregate antisommergibili, cacciatorpediniere e navi ausiliari da rifornimento, tra cui la HMAS Success (OR 304).
Le navi militari costruite nei cantieri di Cockato sono:
- HMAS Warrego (D70), cacciatorpediniere varato il 4 aprile 1911. È stata la prima nave militare varata da Cockatoo Island.
- HMAS Huon (D50), cacciatorpediniere varato nel 1914
- HMAS Brisbane, incrociatore leggero varato nel 1915
- HMAS Adelaide, incrociatore leggero varato nel 1918
- HMAS Albatross, nave appoggio idrovolanti varata nel 1928
- Wattle, rimorchiatore varato nel 1933
- HMAS Vigilant, pattugliatore doganale varato nel 1938. È stata la parima nave in alluminio costruita in Australia.
- HMAS Arunta (I30), cacciatorpediniere varato nel 1940
- HMAS Warramunga (I44), cacciatorpediniere varato nel 1942
- HMAS Bataan (I91), cacciatorpediniere varato nel 1944
- HMAS Tobruk (D37), cacciatorpediniere varato il 20 dicembre 1947
- HMAS Vampire (D11), cacciatorpediniere varato nel 1952 e ora al Australian National Maritime Museum a Sydney
- Empress of Australia, nave passeggeri varata nel 1964
- HMAS Success (OR 304), fu l'ultima nave varata dal cantiere nel 1984.